# Blaine-Gerät

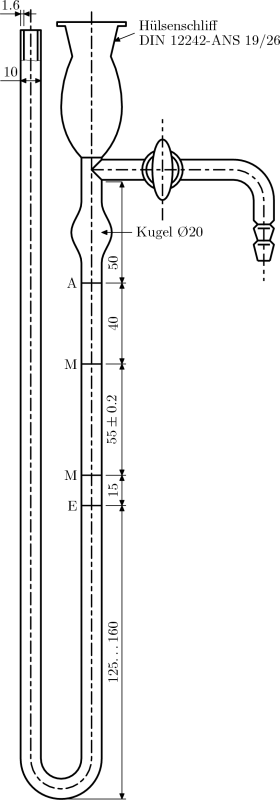
Skizze des Blaine-Geräts
A Ansaugmarke, M Messmarken, E Einfüllmarke

Mit Hilfe des Blaine-Geräts kann die spezifische Oberfläche eines Pulvers (z. B. Zement) bestimmt werden, indem die Zeit gemessen wird, die eine vorgegebene Luftmenge benötigt, um durch eine bestimmte Menge des Pulvers zu strömen. Die Messmethode ist nach dem amerikanischen Ingenieur R. L. Blaine benannt, der 1943 für das American National Bureau of Standards die Methoden von Lea und Nurse sowie die von Ridgen vereinfachte. Das Verfahren wurde 1946 als ASTM C204 Normverfahren übernommen.
Grundlage dieser Messung ist die Carman-Kozeny-Gleichung, die einen Zusammenhang zwischen spezifischer Oberfläche, Druckdifferenz über eine Schüttung, Porosität einer Schüttung und Strömungsgeschwindigkeit herstellt:
{\displaystyle S_{V}^{2}=k{\Delta p\cdot \varepsilon ^{3} \over {l\cdot \eta \cdot \mathrm {v} \cdot (1-\varepsilon )^{2}}}}
| Formelzeichen                | Einheit | Bedeutung                              |
| ---------------------------- | ------- | -------------------------------------- |
| {\displaystyle S_{V}}        | m2/m3   | volumenbezogene spezifische Oberfläche |
| {\displaystyle k}            | –       | Konstante                              |
| {\displaystyle \Delta p}     | Pa      | Druckdifferenz                         |
| {\displaystyle \varepsilon } | m3/m3   | Porosität                              |
| {\displaystyle l}            | m       | Länge der durchströmten Strecke        |
| {\displaystyle \eta }        | Pas     | dynamische Viskosität des Fluids       |
| {\displaystyle \mathrm {v} } | m/s     | Strömungsgeschwindigkeit               |

Nach Umformen der Gleichung erhält man für zeitlich veränderlichen Druckabfall die Beziehung
{\displaystyle S_{V}^{2}=k{\varepsilon ^{3} \over {(1-\varepsilon )^{2}}}\cdot {t \over \eta }}
Zur Bestimmung der Oberfläche wird aus dem zu untersuchenden Feststoff ein poröses System bestimmter Masse und Porosität hergestellt. Es setzt Gasen einen Strömungswiderstand entgegen, der u. a. von seiner spezifischen Oberfläche abhängt.
Durch die in einem unter dem porösen System angeordneten U-Rohr aus der Ruhelage ausgelenkte Flüssigkeitssäule wird ein bestimmtes Luftvolumen durch das System gesaugt und die dafür erforderliche Zeit gemessen.
Aus der gemessenen Zeit, der Viskosität der Luft, der Porosität und der Dichte des Feststoffs errechnet sich nach obiger Gleichung die spezifische Oberfläche.
Da die Carman-Kozeny-Gleichung aber recht stark verallgemeinert, sind die berechneten Oberflächen nur für Vergleichszwecke ähnlicher Materialien oder Kontrollzwecke eines einzelnen Pulvers geeignet. Bei breiter Korngrößenverteilung sollte das Gut in mehrere Kornfraktionen klassiert und diese einzeln analysiert werden. Die Gerätekonstante {\displaystyle k} wird durch Kalibrierung mit einem Stoff bekannter Oberfläche und Dichte bestimmt.